# Attack of the Mutant Camels
Attack of the Mutant Camels, littéralement « L’Attaque des chameaux mutant », (dans le jeu lui-même, il s’agit de chameaux d’Arabie à une bosse, généralement désignés en français sous le nom de dromadaires), mais sur la pochette du jeu l’animal a deux bosses !), est un jeu vidéo développé par Jeff Minter pour Llamasoft. Il s’agit d’un shoot 'em up à défilement horizontal sorti en 1983 sur Commodore 64 et Atari 8-bit.
L’histoire met en scène le retour de droïdes belliqueux, cent ans après une guerre meurtrière. Le joueur dirige un vaisseau et doit endiguer la progression de dromadaires géants. Le jeu est inspiré d’une scène de Star Wars, épisode V : L'Empire contre-attaque.

## Système de jeu
Attack of the Mutant Camels est un shoot 'em up à défilement horizontal, à la manière de Defender. Le joueur contrôle au joystick un vaisseau en vue de côté. Il doit abattre à l’aide de canons laser des dromadaires géants. Ils se déplacent de la gauche vers la droite à allure constante, et crachent des lasers sur le vaisseau du joueur. Plusieurs dizaines de tirs sont nécessaires pour tuer un dromadaire, qui change de couleur au fur et à mesure. Une fois tous les dromadaires éliminés, le joueur passe au niveau suivant. Le jeu comporte en tout vingt niveaux.

## Développement
Attack of the Mutant Camels est l’œuvre de Jeff Minter. Il est inspiré en lisant une critique de Star Wars: The Empire Strikes Back, jeu vidéo sorti en 1982 mettant en scène la bataille de Hoth. Le journaliste compare les TB-TT à des « chameaux mécaniques géants ».

« Cela m’a fait réfléchir sur les chameaux géants en général. Les chameaux normaux ne sont pas si grands que ça, donc si ce ne sont pas des chameaux robotiques alors ils doivent être des chameaux mutants. Et ainsi est née une séquence de jeu vraiment stupide
. »

— Jeff Minter

## Postérité
Jeff Minter développe en 1984 une suite intitulée Revenge of the Mutant Camels. L’univers du jeu est surréaliste et psychédélique. Le joueur y incarne un des dromadaires géants, tentant d’échapper à ses maîtres. Il est accompagné par une chèvre bipède, et doit affronter d’étranges ennemis comme des cabines téléphoniques ou des symboles de la paix ☮.
Le jeu a été choisi comme l'un des 80 jeux affichés au Smithsonian American Art Museum à l'occasion de l'exposition « L'Art des jeux vidéo » du 16 mars 2012,.

### Médias externes
- [image] Pochette du jeu
- [zip] Manuel du jeu